# Salassa iris
Salassa iris är en fjärilsart som beskrevs av Jordan 1910. Salassa iris ingår i släktet Salassa och familjen påfågelsspinnare. Inga underarter finns listade.